# بنفشه جنگلی
بنفشه جنگلی (نام علمی: Viola sylvestris) نام یک گونه از سرده بنفشه است. جنس یا سردهٔ بنفشه در ایران ۱۴ گونه گیاه علفی یکساله یا چند ساله دارد.

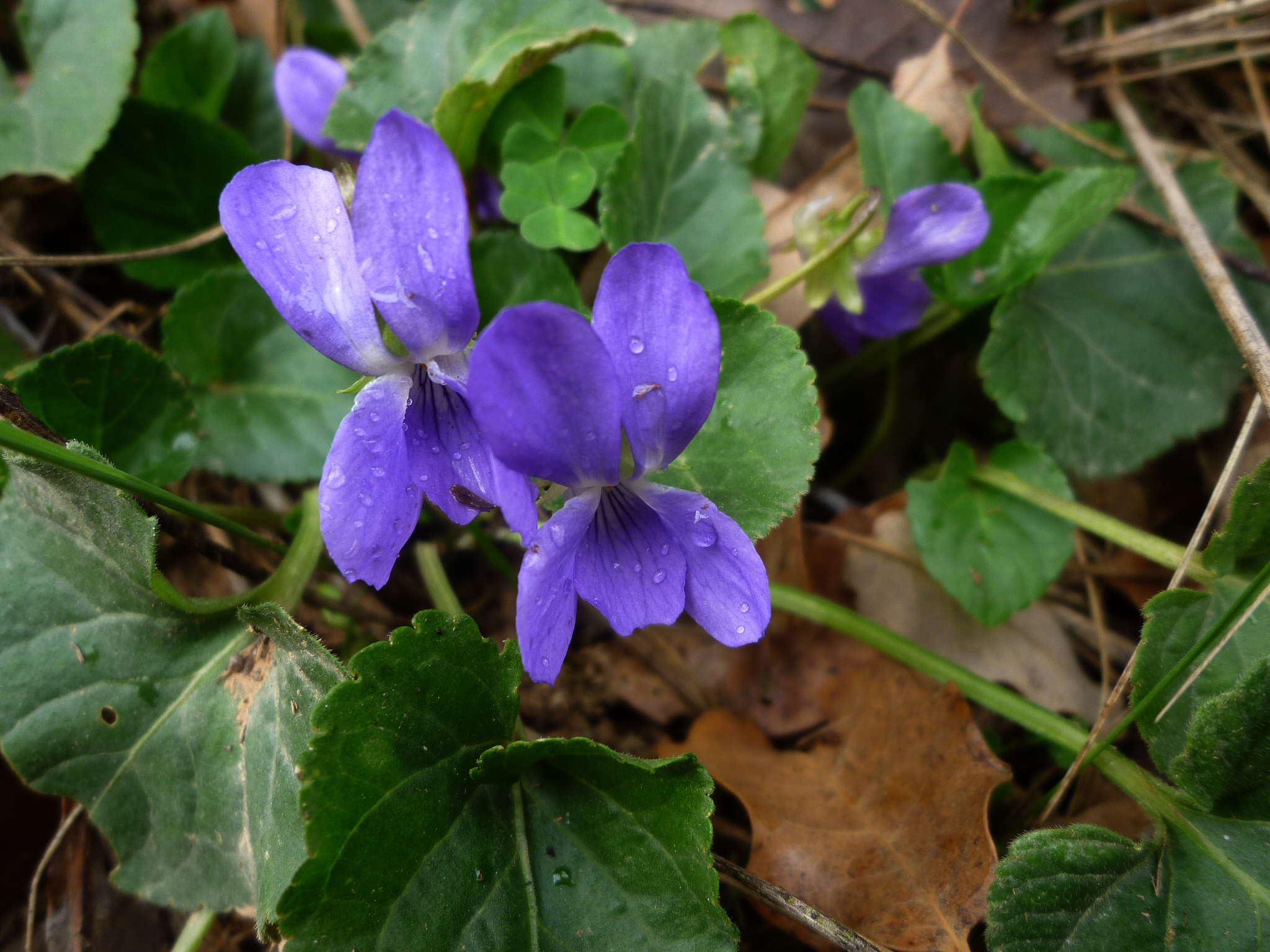